# Dhola
Dhola är en ort i Indien.   Den ligger i distriktet Bhāvnagar och delstaten Gujarat, i den västra delen av landet, 900 km sydväst om huvudstaden New Delhi. Dhola ligger 35 meter över havet och antalet invånare är 8 206.
Terrängen runt Dhola är platt. Runt Dhola är det ganska tätbefolkat, med 172 invånare per kvadratkilometer. Närmaste större samhälle är Valabhīpur, 11,0 km öster om Dhola. Trakten runt Dhola består till största delen av jordbruksmark.